# Gustav-Adolf-Kirche (Voitsberg)

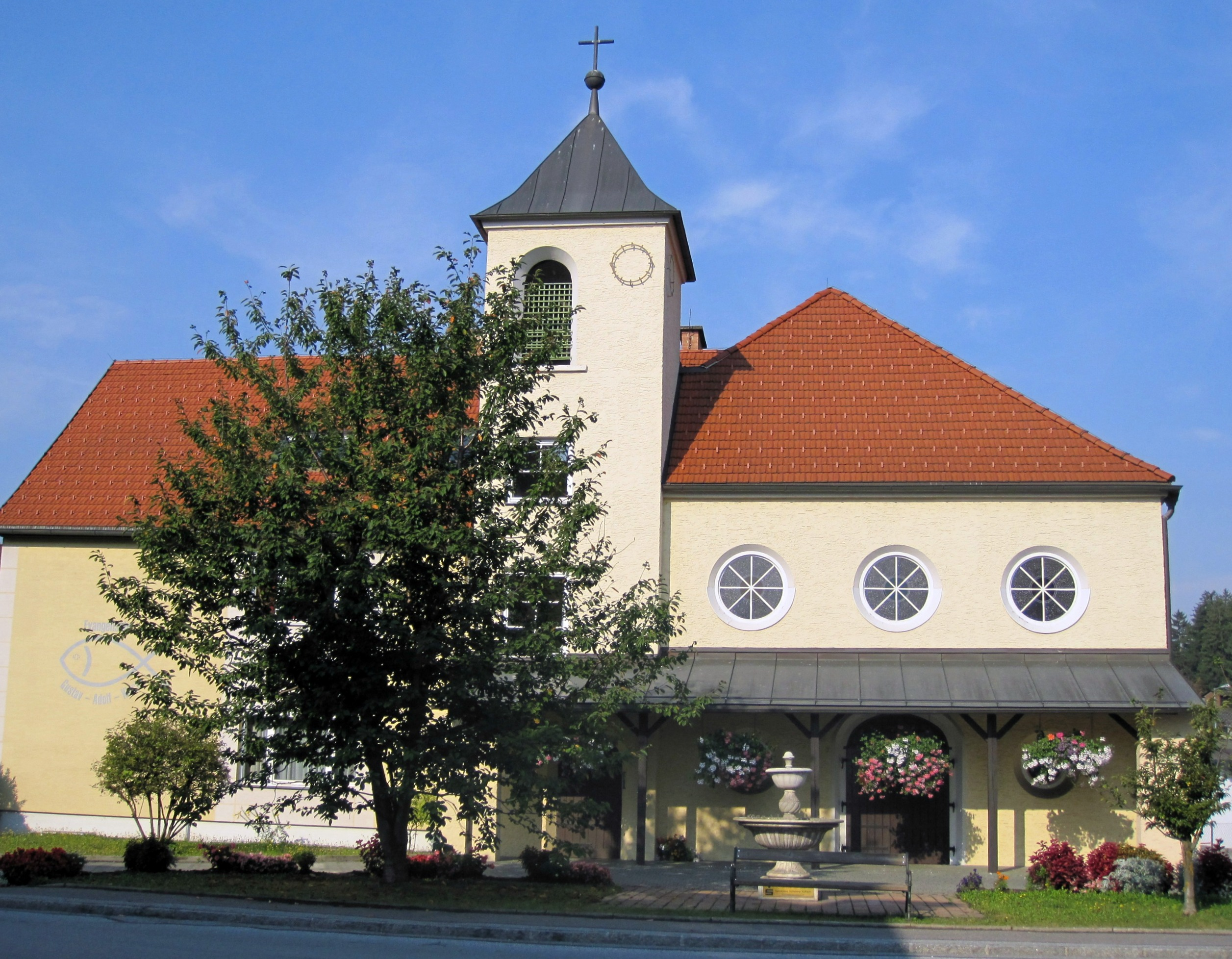
Die Gustav-Adolf-Kirche im September 2011

Die Gustav-Adolf-Kirche ist ein evangelisch-lutherisches Kirchengebäude in der Stadtgemeinde Voitsberg in der Weststeiermark. Sie wurde in der Mitte der 1930er-Jahre errichtet und steht unter Denkmalschutz. Das Gebiet der Evangelischen Pfarrgemeinde A.B. Voitsberg umfasst den gesamten Bezirk Voitsberg.

## Lage
Die Kirche steht an der Adresse Bahnhofstraße 12 in der zur Stadtgemeinde Voitsberg gehörenden Katastralgemeinde Voitsberg Vorstadt.

## Geschichte
Die Geschichte der Protestanten in Voitsberg lässt sich bis auf das Jahr 1858 zurückverfolgen, als Moritz Franz Ritter von Horstig ein kleines Grundstück bei der heutigen Luthergasse als Friedhof für die Evangelischen und andere nicht katholische Christen widmete. Die Seelsorge erfolgte von der Grazer Heilandskirche aus, nur zu Begräbnissen kam ein Pfarrer nach Voitsberg. Der evangelische Friedhof wurde nach der Eröffnung des neuen Stadtfriedhofes am 11. Oktober 1885 aufgelassen und die meisten Grabsteine wurden als Baumaterial genutzt. Den ersten evangelischen Gottesdienst in Voitsberg hielt zu Weihnachten des Jahres 1899 Vikar Roehling im Saal der Bezirksvertretung. Ab dem Weihnachtsfest des Jahres 1904 diente der alte Stadtturm als Stätte für den Gottesdienst. Ab 1905 lag die seelsorgerische Zuständigkeit für Voitsberg beim Pfarrer von Stainz, der hier eine Predigtstelle seines Pfarramtes hatte. Nachdem der Stainzer Pfarrer Heinrich Haase im Jahr 1918 eine Beschwerde beim Oberkirchenrat eingereicht und erklärt hatte, das große Pfarrgebiet nicht allein abdecken zu können, wurde ein für den Voitsberger Raum zuständiger Vikar genehmigt, der 1921 seine Arbeit aufnahm. Das Amt des Vikars wurde von einem gewissen Perner ausgefüllt, der ab dem 1. Jänner 1922 bereits eigene Matrikelbücher für Voitsberg schrieb und am 1. April desselben Jahres auch dorthin übersiedeln durfte.
Der Oberkirchenrat genehmigte am 15. Oktober 1923 die Errichtung einer eigenen Pfarre in Voitsberg. Die kirchliche Körperschaft wurde am 1. November im Gasthaus Paulinz in Köflach durch eine Gründungsversammlung geschaffen, wo auch die Umschreibung der Stainzer Predigtstation zur neu geschaffenen Pfarrgemeinde Voitsberg gebilligt wurde. In der Puntigamer Bierhalle in Voitsberg fand am 2. November ebenfalls eine Gründungsversammlung statt. Voitsberg wurde am 1. Jänner 1924 zu einer eigenständigen evangelischen Pfarrgemeinde mit damals 420 Gläubigen. Der Gründung folgte auch der Wunsch und die Vorbereitung zum Bau einer eigenen Kirche. Die Planung wurde durch den Wegzug des Pfarrers und des bisherigen Kurators verlangsamt, aber am 7. April 1927 wurde bereits ein Grundstück vom Stadtbaumeister Alois Krichbaum in der Bahnhofstraße zum Zwecke des Kirchenbaus angekauft. Krichbaum verkaufte das Grundstück zu etwa einem Drittel seines wahren Wertes unter der Zusage, den späteren Kirchenbau ausführen zu dürfen. Diese Vereinbarung führte 1935 zu Streitigkeiten, die erst durch einen Vergleich beigelegt werden konnten.
Die Kirchengemeinde erwarb 1930 einen zweiten Baugrund am Fuße des Schlossberges, mit der Begründung, dass dieser schöner sei als jener in der Bahnhofstraße und das Stadtbild beherrsche. Da es in der Kirchengemeinde zu Streitereien zwischen Pfarrer Heinrich Bierle und seinen Anhängern auf der einen und dem Presbyterium auf der anderen Seite kam, ließ der Senior Spannuth die bereits für den Kirchenbau gesammelten Gelder der deutschen Gustav-Adolf-Kinderliebesgabe 1932 sperren. Die Kirchenleitung entließ Bierle am 15. Juli 1933 als Pfarrer aus dem österreichischen Kirchendienst. Da Spannuth auch gegen die Bestellung des Vikars Erwin Kock am 21. Oktober 1934 als neuen Pfarrer war, ließ er die Spendengelder für weitere 6 Monate sperren. Die Anspannungen in der Kirchengemeinde beruhigten sich aber bald unter dem neuen Pfarrer und das Presbyterium entschied sich, doch das Grundstück in der Bahnhofstraße für den Kirchenbau zu nutzen, da hier aufgrund der ebenen Lage geringere Baukosten veranschlagt wurden. Die Gemeinde erhielt schließlich 1935 das Geld für das Bauvorhaben, das aber dennoch zu wenig für eine vollständige Kirche war. Es wurde deshalb beschlossen, das Pfarrhaus vorerst nur in der ersten Baustufe zu errichten, um ein Drittel der Kosten einzusparen.
Die feierliche Grundsteinlegung erfolgte am 29. September 1935 durch den Senior Spannuth. Die evangelische Gemeinde wuchs innerhalb kürzester Zeit um 201 Gläubige an, sodass trotz schlechter Wirtschaftslage das Einkommen stieg. Dadurch konnte der Kirchenbau bereits nach knapp einem Jahr fertiggestellt werden. Aufgrund der Spenden des Gustav-Adolf-Vereines wurde die Kirche nach dem schwedischen König Gustav II. Adolf benannt. Am 27. September 1936 weihte sie Superintendent Heinzelmann ein. Anlässlich der 30-Jahr-Feier wurde der Innenraum der Kirche neu gestaltet. Von 1966 bis 1969 wurde die bereits 1936 geplante zweite Baustufe das Pfarrhauses etwas verändert ausgeführt und es entstanden ein Gemeindezentrum mit Saal sowie eine Schwesternwohnung. Außerdem wurde die Pfarrwohnung ausgebaut.
Das Altarfresko wurde 1981 vom Landesdenkmalamt renoviert und es wurde eine elektronische Orgel eingebaut. Ein Hochwasser überschwemmte 1973 die Kirche. Bei einer Fußbodensanierung in den Jahren 2009/10 wurden noch unbekannte Schäden dieses Hochwassers entdeckt und behoben. Das als antisemitisch eingestufte Altarfresko führte in den 2010er-Jahren immer wieder zu Diskussionen, so dass 2014 eine Gedenktafel angebracht wurde.

## Beschreibung
Die Kirche wurde nach Plänen des Architekten Viktor Hietzgern von Hans Hönel errichtet. Sie bildet zusammen mit dem Pfarrhaus einen geschlossenen Gebäudekomplex und die Stiege zur Empore und zum Glockenturm dient auch als Zugang zur Wohnung des Pfarrers. Die Geschichte der Glocke im Turm ist unbekannt. Ihre Inschrift „Magdeburg 1780“ könnte aber darauf hindeuten, dass es die älteste Glocke einer evangelischen Kirche in der Steiermark ist.
Das großformatige Altarbild wurde 1936 von Ernst oder Erich Hönig als Fresko in plakativ-naivem Stil geschaffen. Es zeigt Szenen aus dem Leben Jesu von der Geburt bis zu seiner Kreuzigung. Für die Figuren des Freskos standen Gemeindemitglieder Modell. Rechts, im Hintergrund der Kreuzigungsszene, ist auch eine brennende Synagoge oder der brennende Tempel von Jerusalem dargestellt. Diese Darstellung stehe in der antisemitischen Tradition der christlichen Kirchen und führte 2014 zur Anbringung einer Tafel, die das Bedauern über das Bild und die Distanzierung der Gemeinde von jeder Form der Gewalt zum Ausdruck bringt. Auch drei weitere Wandmalereien stammen von Hönig, welche die Ausgießung des Heiligen Geistes, Christus am Kreuz sowie die Verkündigung des Herrn zeigen. Die Kirchenbänke sind so angeordnet, dass sie einen stilisierten Halbkreis bilden.
Der Gabentisch samt Abendmahlgeräten sowie die Paramente wurden 1936 vom Gustav-Adolf-Verein bereitgestellt.  Ein an manchen Feiertagen verwendetes Altarkreuz aus Marmor stiftete 1929 Walther Freiherr von Khainach.